# Lost for Words
"Lost for Words" es una canción grabada por la banda de rock inglesa Pink Floyd, centrada en el perdón. 
Escrita por el guitarrista y cantante principal David Gilmour y su esposa Polly Samson para el álbum The Division Bell. Aparece como la penúltima pista del álbum. 
La letra, en su mayoría escrita por Samson, es un reflejo amargamente sarcástico sobre la entonces tensa relación de Gilmour con su excompañero de banda Roger Waters.

## Personal
- David Gilmour - guitarra acústica, también guitarra eléctrica, bajo y voz principal.
- Richard Wright - teclados.
- Nick Mason - batería y percusión.